# Jakub Pokorný
Jakub Pokorný (Znojmo, 11 settembre 1996) è un calciatore ceco, difensore del Sigma Olomouc.

## Carriera
Cresciuto nello Znojmo, il 1º luglio 2016 viene acquistato dal Baník Ostrava, con cui firma un quadriennale. Il 17 febbraio 2018 viene ceduto a titolo temporaneo all'Ústí nad Labem; il 16 agosto seguente passa, sempre in prestito, all'Hradec Králové. Rientrato al Baník, il 1º novembre 2019 rinnova fino al 2023 con il club di Ostrava; dopo essersi imposto come titolare nel ruolo, il 12 novembre 2020 prolunga per un'altra stagione con i rossoblù.
Il 30 agosto 2022 viene acquistato dal Sigma Olomouc, con cui firma un triennale. Il 14 maggio 2025 vince la Coppa della Repubblica Ceca, conquistando così il primo trofeo in carriera.

## Statistiche

### Presenze e reti nei club
Statistiche aggiornate al 15 maggio 2025.
| Stagione             | Squadra              | Campionato           | Campionato | Campionato | Coppe nazionali | Coppe nazionali | Coppe nazionali | Coppe continentali | Coppe continentali | Coppe continentali | Altre coppe | Altre coppe | Altre coppe | Totale | Totale |
| Stagione             | Squadra              | Comp                 | Pres       | Reti       | Comp            | Pres            | Reti            | Comp               | Pres               | Reti               | Comp        | Pres        | Reti        | Pres   | Reti   |
| -------------------- | -------------------- | -------------------- | ---------- | ---------- | --------------- | --------------- | --------------- | ------------------ | ------------------ | ------------------ | ----------- | ----------- | ----------- | ------ | ------ |
| ott. 2014            | Znojmo               | FNL                  | 2          | 0          | CRC             | 1               | 0               | -                  | -                  | -                  | -           | -           | -           | 3      | 0      |
| 2015-2016            | Znojmo               | FNL                  | 11         | 2          | CRC             | 0               | 0               | -                  | -                  | -                  | -           | -           | -           | 11     | 2      |
| Totale Znojmo        | Totale Znojmo        | Totale Znojmo        | 13         | 2          |                 | 1               | 0               |                    | -                  | -                  |             | -           | -           | 14     | 2      |
| 2016-2017            | Baník Ostrava        | FNL                  | 19         | 0          | CRC             | 2               | 0               | -                  | -                  | -                  | -           | -           | -           | 21     | 0      |
| 2017-feb. 2018       | Baník Ostrava        | 1L                   | 13         | 0          | CRC             | 3               | 0               | -                  | -                  | -                  | -           | -           | -           | 16     | 0      |
| feb.-giu. 2018       | Ústí nad Labem       | FNL                  | 12         | 1          | CRC             | -               | -               | -                  | -                  | -                  | -           | -           | -           | 12     | 1      |
| lug.-ago. 2018       | Baník Ostrava        | 1L                   | 2          | 0          | CRC             | 0               | 0               | -                  | -                  | -                  | -           | -           | -           | 2      | 0      |
| ago. 2018-2019       | Hradec Králové       | FNL                  | 15         | 1          | CRC             | 1               | 0               | -                  | -                  | -                  | -           | -           | -           | 16     | 1      |
| 2019-2020            | Baník Ostrava        | 1L                   | 22         | 3          | CRC             | 4               | 1               | -                  | -                  | -                  | -           | -           | -           | 26     | 4      |
| 2020-2021            | Baník Ostrava        | 1L                   | 30         | 1          | CRC             | 2               | 2               | -                  | -                  | -                  | -           | -           | -           | 32     | 3      |
| 2021-2022            | Baník Ostrava        | 1L                   | 20         | 2          | CRC             | 3               | 0               | -                  | -                  | -                  | -           | -           | -           | 23     | 2      |
| lug.-ago. 2022       | Baník Ostrava        | 1L                   | 4          | 0          | CRC             | 0               | 0               | -                  | -                  | -                  | -           | -           | -           | 4      | 0      |
| Totale Baník Ostrava | Totale Baník Ostrava | Totale Baník Ostrava | 110        | 6          |                 | 14              | 3               |                    | -                  | -                  |             | -           | -           | 124    | 9      |
| ago. 2022-2023       | Sigma Olomouc        | 1L                   | 27         | 2          | CRC             | 2               | 0               | -                  | -                  | -                  | -           | -           | -           | 27     | 3      |
| 2023-2024            | Sigma Olomouc        | 1L                   | 24+2       | 4          | CRC             | 3               | 0               | -                  | -                  | -                  | -           | -           | -           | 23     | 1      |
| 2024-2025            | Sigma Olomouc        | 1L                   | 27         | 2          | CRC             | 3               | 0               | -                  | -                  | -                  | -           | -           | -           | 23     | 1      |
| Totale Sigma Olomouc | Totale Sigma Olomouc | Totale Sigma Olomouc | 78+2       | 8          |                 | 8               | 0               |                    | -                  | -                  |             | -           | -           | 88     | 8      |
| Totale carriera      | Totale carriera      | Totale carriera      | 228+2      | 18         |                 | 24              | 3               |                    | -                  | -                  |             | -           | -           | 254    | 21     |

## Palmarès

### Club

#### Competizioni nazionali
- Coppa della Repubblica Ceca: 1

Sigma Olomouc: 2024-2025